# Singly na prvním místě v roce 2011 (USA)
Seznam singlů, které obsadily první místo v Billboard Hot 100 v roce 2011.
| Období        | Píseň                          | Umělec                                    |
| ------------- | ------------------------------ | ----------------------------------------- |
| 1. ledna      | "Firework"                     | Katy Perry                                |
| 8. ledna      | "Grenade"                      | Bruno Mars                                |
| 15. ledna     | "Firework"                     | Katy Perry                                |
| 22. ledna     | "Grenade"                      | Bruno Mars                                |
| 29. ledna     | "Hold It Against Me"           | Britney Spears                            |
| 5. února      | "Grenade"                      | Bruno Mars                                |
| 12. února     | "Grenade"                      | Bruno Mars                                |
| 19. února     | "Black and Yellow"             | Wiz Khalifa                               |
| 26. února     | "Born This Way"                | Lady Gaga                                 |
| 5. března     | "Born This Way"                | Lady Gaga                                 |
| 12. března    | "Born This Way"                | Lady Gaga                                 |
| 19. března    | "Born This Way"                | Lady Gaga                                 |
| 26. března    | "Born This Way"                | Lady Gaga                                 |
| 2. dubna      | "Born This Way"                | Lady Gaga                                 |
| 9. dubna      | "E.T."                         | Katy Perry featuring Kanye West           |
| 16. dubna     | "E.T."                         | Katy Perry featuring Kanye West           |
| 23. dubna     | "E.T."                         | Katy Perry featuring Kanye West           |
| 30. dubna     | "S&M"                          | Rihanna                                   |
| 7. května     | "E.T."                         | Katy Perry featuring Kanye West           |
| 14. května    | "E.T."                         | Katy Perry featuring Kanye West           |
| 21. května    | "Rolling in the Deep"          | Adele                                     |
| 28. května    | "Rolling in the Deep"          | Adele                                     |
| 4. června     | "Rolling in the Deep"          | Adele                                     |
| 11. června    | "Rolling in the Deep"          | Adele                                     |
| 18. června    | "Rolling in the Deep"          | Adele                                     |
| 25. června    | "Rolling in the Deep"          | Adele                                     |
| 2. července   | "Rolling in the Deep"          | Adele                                     |
| 9. července   | "Give Me Everything"           | Pitbull featuring Ne-Yo, Afrojack a Nayer |
| 16. července  | "Party Rock Anthem"            | LMFAO featuring Lauren Bennett a GoonRock |
| 23. července  | "Party Rock Anthem"            | LMFAO featuring Lauren Bennett a GoonRock |
| 30. července  | "Party Rock Anthem"            | LMFAO featuring Lauren Bennett a GoonRock |
| 6. srpna      | "Party Rock Anthem"            | LMFAO featuring Lauren Bennett a GoonRock |
| 13. srpna     | "Party Rock Anthem"            | LMFAO featuring Lauren Bennett a GoonRock |
| 20. srpna     | "Party Rock Anthem"            | LMFAO featuring Lauren Bennett a GoonRock |
| 27. srpna     | "Last Friday Night (T.G.I.F.)" | Katy Perry                                |
| 3. září       | "Last Friday Night (T.G.I.F.)" | Katy Perry                                |
| 10. září      | "Moves Like Jagger"            | Maroon 5 featuring Christina Aguilera     |
| 17. září      | "Someone Like You"             | Adele                                     |
| 24. září      | "Moves Like Jagger"            | Maroon 5 featuring Christina Aguilera     |
| 1. října      | "Moves Like Jagger"            | Maroon 5 featuring Christina Aguilera     |
| 8. října      | "Moves Like Jagger"            | Maroon 5 featuring Christina Aguilera     |
| 15. října     | "Someone Like You"             | Adele                                     |
| 22. října     | "Someone Like You"             | Adele                                     |
| 29. října     | "Someone Like You"             | Adele                                     |
| 5. listopadu  | "Someone Like You"             | Adele                                     |
| 12. listopadu | "We Found Love"                | Rihanna featuring Calvin Harris           |
| 19. listopadu | "We Found Love"                | Rihanna featuring Calvin Harris           |
| 26. listopadu | "We Found Love"                | Rihanna featuring Calvin Harris           |
| 3. prosince   | "We Found Love"                | Rihanna featuring Calvin Harris           |
| 10. prosince  | "We Found Love"                | Rihanna featuring Calvin Harris           |
| 17. prosince  | "We Found Love"                | Rihanna featuring Calvin Harris           |
| 24. prosince  | "We Found Love"                | Rihanna featuring Calvin Harris           |
| 31. prosince  | "We Found Love"                | Rihanna featuring Calvin Harris           |